# Dark wave
Dark wave (também escrito como darkwave) é um gênero musical surgido na Europa e no Reino Unido em meados da década de 1980 entre a new wave, rock gótico e a música eletrônica.
Dark wave é um termo geralmente usado para se referir a uma versão sombria da new wave, sendo considerado uma antítese e uma resposta melancólica dos estilos eletrônicos e sintetizadores que estavam em alta na década de 1980. O gênero começou a aparecer em meio a música europeia, coincidindo com a ascensão popular da new wave e do synth-pop. Composições de dark wave são amplamente baseadas em tonalidades-chave menores e instrumentação eletrônica, construindo uma atmosfera dançante, porém sombria.
As letras são introspectivas, percebidas como sombrias, românticas e com um tom de tristeza. Construída sobre princípios básicos, a música dark wave inclui uma atmosfera melancólica mais letras introspectivas e a sonoridade sombria aliadas ao uso de sintetizadores do synth-pop e batidas dançantes da new wave. Recursos comuns incluem a instrumentação eletrônica, com o uso de teclados, sintetizadores, samplers e bateria eletrônica. Alguns grupos de estilo neoclássico como Nox Arcana podem ainda fazer o uso de cordofones, violão elétrico e acústico, violino e piano.
Em meados da década de 1980, a medida que a sonoridade da new wave e do synth-pop foi se tornando mais obscura e atmosférica com discos como Black Celebration, Music for the Masses de Depeche Mode e Subsequent Pleasures de Clan of Xymox, o gênero foi sendo associado a subcultura gótica, sendo que seus membros também eram chamados de "dark wavers". Após o surgimento do rock gótico na Inglaterra através da cena pós-punk, a música dark wave também foi de principal importância na identidade da subcultura.
Apesar de serem próximos em termos de sonoridade, o gênero dark wave se distingue do rock gótico por incluir menos guitarras e ser mais eletrônico, dançante e com uso mais frequente de teclados e sintetizadores.

## História

### Década de 1970
O influente grupo de música eletrônica Kraftwerk foi de importante influência para cena darkwave. A banda foi reconhecida por muitos críticos musicais como tão influente quanto ou até mais que os Beatles por sua participação na música popular da segunda metade do século XX, as técnicas introduzidas e os equipamentos desenvolvidos pelo Kraftwerk são lugar-comum na músical atual e o grupo é geralmente tido como precursor de toda a dance music moderna de modo geral. Suas letras, por vezes cantadas através de um vocoder ou geradas sinteticamente, ainda que minimalistas, geralmente lidam com temas relacionados à vida urbana e à tecnologia.
No final dos anos 1970, o álbum Trans-Europa Express teve influência na banda pós-punk Joy Division, tendo o seu baixista Peter Hook referido que: 
Conhecemos os Kraftwerk através de Ian Curtis, que insistia em tocar Trans Europe Express sempre que íamos entrar em palco.
 Posteriormente, Kraftwerk se tornou influência maior no New Order. Outro exemplo de banda fortemente influenciada por Kraftwerk é Depeche Mode. A influência do Kraftwerk pode ser percebida em quase toda as experimentações eletrônicas ou minimalistas da década de 1970.

### Década de 1980
Desde o início da década de 1980, o termo "dark wave" tem sido usado na Europa para descrever a variante europeia sombria e melancólica da música new wave americana e britânica. Naquela época, o termo "gótico" estava inseparavelmente conectado ao rock gótico (gothic rock), enquanto "dark wave" adquiriu um significado mais amplo, incluindo artistas musicais associados ao rock gótico e new wave baseado em sintetizadores.
O termo darkwave originou-se na década de 1980 como um indicador da contraparte escura da new wave. Bandas como Cocteau Twins, Soft Cell e Depeche Mode são expoentes desta primeira geração. Darkwave... emprega tempos relativamente mais lentos, tons mais baixos e mais tonalidades menores em suas configurações musicais de textos melancólicos do que a new wave.— Isabella van Elferen, Professora de Musicologia de Kingston University, Londres
O Joy Division já usava sintetizadores atmosféricos e soturnos, tanto na canção "Atmosphere" quanto na regravação dançante de "She's Lost Control" como single para a coletânea The Best of Joy Division, ambas canções gravadas e lançadas em meados de 1979 e 1980. O álbum de estreia da banda de new wave Tears for Fears, The Hurting, lançado em 1983, foi descrito como tendo elementos introspectivos de darkwave em sua composição e letras, segundo como foi descrito: "O álbum tem uma sonoridade extremamente eletrônica com canções baseadas em guitarras e sintetizadores, e contém letras que remetem a uma triste e amarga infância."
Posteriormente, o termo "darkwave" foi aplicado a bandas da new wave que apresentavam um som eletrônico e dançante mais soturno e melancólico, sintetizadores e atmosferas sombrias, sendo que Clan of Xymox é considerada a pioneira do gênero. Contudo, o termo também foi usado pela mídia nos anos 1980 para descrever o som de bandas e artistas da cena pós-punk, synth-pop e new wave do Reino Unido como Bauhaus, The Sisters of Mercy, The Chameleons, New Order, Cocteau Twins, Anne Clark, The Cassandra Complex, Chris and Cosey, Fad Gadget, Soft Cell, Gary Numan e Depeche Mode.
O movimento se espalhou pelo mundo, desenvolvendo movimentos novos, como o francês coldwave. Coldwave é descrito pela sonoridade de bandas como KaS Product, Martin Dupont, Asylum Party, Norma Loy, Clair Obscur, Opera Multi Steel, The Breath of Life, e Trisomie 21. Logo depois, diversos outros géneros dark wave foram surgindo e influenciando-se entre os mesmos, por exemplo, a chamada "electronic new wave" (também chamada de "electro wave" na Alemanha) misturado com o rock gótico, ou usando elementos da música ambiente e do post-industrial. Bandas como Attrition, In The Nursery, Pink Industry (GRA), Clan of Xymox (HOL), mittageisen (SUI), Die Form (FRA), e Psyche (CAN) tocaram esses estilos nos anos 1980. Os grupos de dark wave na Alemanha dos anos 1980 eram associados ao Neue Deutsche Welle, que incluía bandas como Asmodi Bizarr, II. Invasion, Unlimited Systems, Mask For, Moloko †, Maerchenbraut, e Xmal Deutschland. Na Itália, bandas como Litfiba e Diaframma alcançaram relativo sucesso.

### Década de 1990
Após o desaparecimento das cenas grandes da new wave e do pós-punk em meados da década de 1980, o dark wave ressurgiu como um movimento underground com bandas da Alemanha, como Deine Lakaien, Love Is Colder Than Death, Love Like Blood, e Diary of Dreams, além de Project Pitchfork, e Wolfsheim. As bandas italianas The Frozen Autumn, Ataraxia, e Nadezhda, as sul- africanas The Awakening e as francesas Corpus Delicti, se juntaram às bandas alemãs. Todas essas bandas seguiram um caminho que imitava o New Wave e o post-punk dos anos 1980. Ao mesmo tempo, um grupo grande de artistas alemães, que incluía Das Ich, Relatives Menschsein e a banda Lacrimosa, desenvolveram um estilo mais teatral, inspiradas na poesia germânica e em letras mais metaforizadas, chamando essa subdivisão de Nova arte fúnebre Alemã . Outras bandas, como Silke Bischoff, In My Rosary e Engelsstaub misturavam o dark synthpop ou o rock gótico com elementos do Neofolk ou do Neoclassical Dark Wave.
Após 1993, nos EUA, o termo dark wave (como variante do jargão darkwave) foi associado com a gravadora Projekt Records, pois esse era o nome usado em seus catálogos, além de ser usado para denominar artistas alemães nos EUA, como o Project Pitchfork. A gravadora tinha bandas como Lycia, Black Tape for a Blue Girl, e Love Spirals Downwards, todas caracterizados por ter vocais femininos. Essas bandas tocavam uma nova vertente do wave, de origem das bandas dos anos 80, como Cocteau Twins, sendo o estilo classificado como ethereal wave. A gravadora também listava uma longa associação com o Attrition, que havia aparecido em suas primeiras copilações musicais. Outra gravadora americana nessa área era a Tess Records, que gravava os discos do This Ascension e Faith and the Muse.

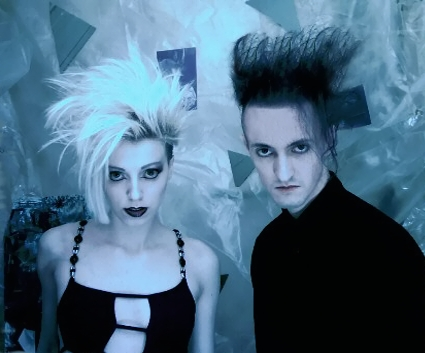
The Frozen Autumn, grupo italiano

Joshua Gunn, professor de estudos da comunicação da Universidade de Louisiana, descreve a dark wave como:

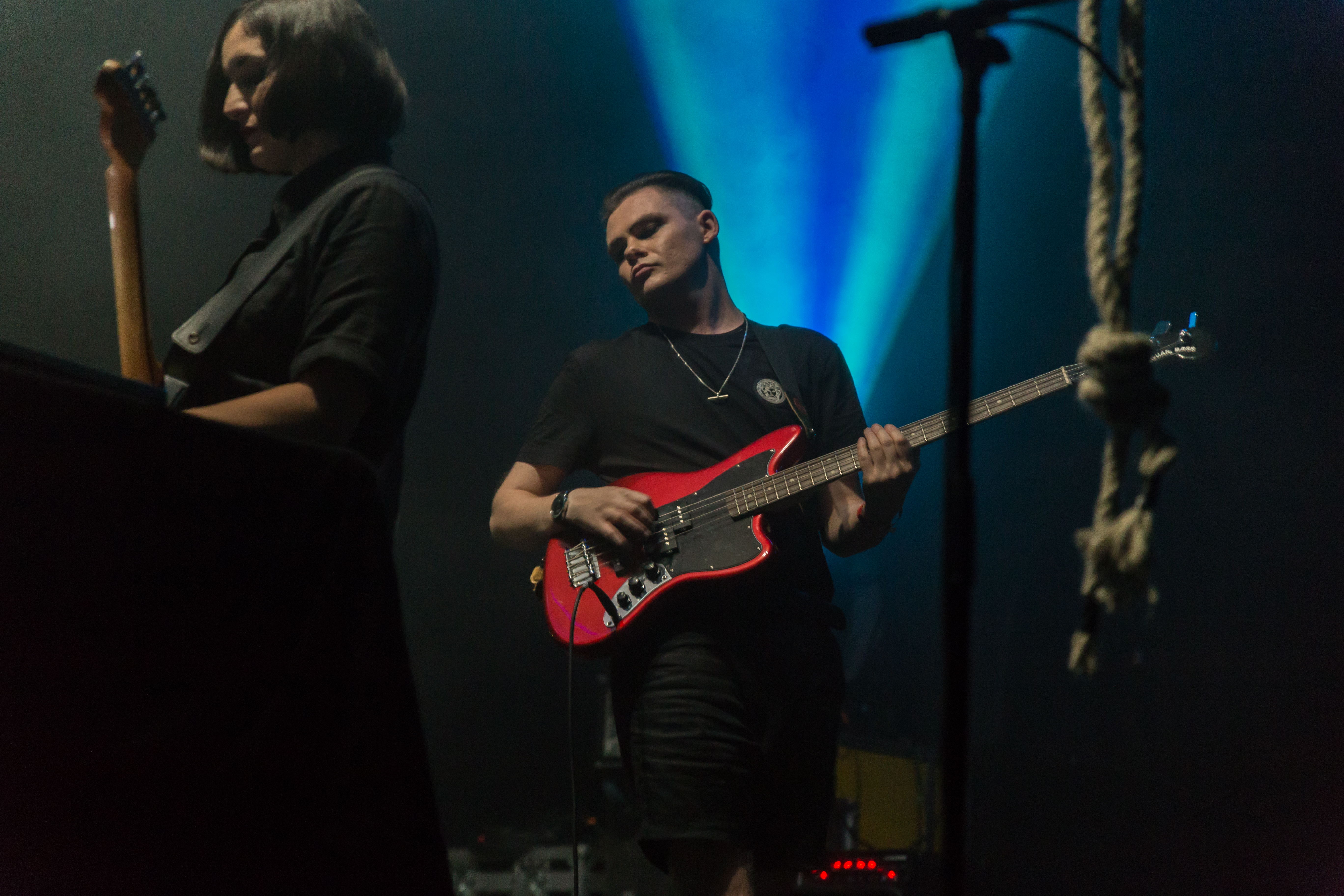
Lebanon Hanover, grupo fundado em 2010.

| “ | uma ampliação da rara encruzilhada do gótico no repertorio da eletrônica, sendo de certa forma, uma resposta ao 'ethereal wave', subgênero que se desenvolveu na Europa, tendo bandas como o Dead Can Dance. Ancorado por Sam Rosenthal, dono de uma gravadora sediada em Nova York, a Projekt, a Darkwave music é pouco de rock e muito de eletrônica, sendo base de bandas com enfase ao folk songcraft, aos vocais abafados, á experimentação da ambient music, aos sons sintetizados mais parecidos com o breve 'shoegazing'. [...] As bandas do Projekt como Love Spirals Downward e Lycia são os mais populares do subgênero. | ” |

### Influências atípicas da wave
Um grande número de outras bandas americanas misturaram a dark wave e a ethereal wave com outros projetos na música eletrônica. Love Spirals Downwards, Collide, e Switchblade Symphony incorporaram elementos do trip hop, enquanto o The Crüxshadows combinava uma série de electronic dance music contemporâneo com elementos do rock alternativo baseado nos elementos do estilo synth. A dark wave disco, foi uma tentativa fundada em 2004 na cidade de Chicago com a intenção de mesclar a dark new wave music com o atual indie-electro music. Seu legado foi o ressurgimento da new wave e da brand new electro nights em Chicago.
No começo dos anos 2000, Jay Reatard formou o híbrido prolífico de garage punk/dark wave em sua banda chamada Lost Sounds. Eles lançaram tres discos pela In The Red Records até se separarem em 2005.
Do início para o final dos anos 2000, uma nova geração de bandas com grande influencia dos grupos da década de 1980 surgiram, entre eles estão: The Birthday Massacre, She Past Away, She Wants Revenge, The Knife, Lebanon Hanover, Drab Majesty, entre outros.